# Nogomet na OI 1988.
Nogomet na Olimpijskim igrama u Seulu 1988. godine uključivao je natjecanja samo u muškoj konkurenciji.

## Osvajači medalja – muški
| Zlato | Srebro | Bronca |
| --- | --- | --- |
| SSSR Dmitri Kharine Gela Ketashvili Igor Sklyarov Aleksei Cherednik Arvidas Yanonis Vadim Tischchenko Yevgeni Kuznetsov Igor Ponomarev Aleksandr Borodyuk Igor Dobrovolski Vladimir Lyuyti Yevgeni Yarovenko Sergei Fokin Vladimir Tatarchuk Aleksei Mikhailichenko Aleksei Prudnikov Viktor Losev Sergei Gorlukovich Yuri Savichev Arminas Narbekovas | Brazil Taffarel José Carlos Araújo Jorginho Luís Carlos Winck André Cruz Joao Santos Batista Ademir Mazinho Edmar Bernardes dos Santos Andrade Hamilton De Souza Milton de Souza Filho Geovani Silva Neto Sergio Donizete Luiz Bebeto Aloísio Romario | Zapadna Njemačka Oliver Reck Michael Schulz Armin Görtz Wolfgang Funkel Thomas Hörster Olaf Janssen Rudolf Bommer Holger Fach Jürgen Klinsmann Wolfram Wuttke Frank Mill Uwe Kamps Roland Grahammer Thomas Häßler Christian Schreier Fritz Walter Ralf Sievers Gerhard Kleppinger Karlheinz Riedle Gunnar Sauer |